# Judah Lewis
Judah Lewis, född 22 maj 2001 i Cherry Hill i New Jersey, är en amerikansk skådespelare. Han är bland annat känd för att ha medverkat i filmer som Demolition (i rollen som Chris Moreno), The Babysitter och dess uppföljare The Babysitter: Killer Queen (i rollen som Cole Johnson), och The Christmas Chronicles och dess uppföljare The Christmas Chronicles 2 (i rollen som Teddy Pierce). Han blev även som fjortonåring år 2015 testad inför att spela rollen som Peter Parker / Spider-Man i superhjältefilmen Spider-Man: Homecoming, en roll som sedermera har spelats av Tom Holland.

## Filmografi (i urval)

### Film
| År   | Titel                        | Roll               |
| ---- | ---------------------------- | ------------------ |
| 2015 | Demolition                   | Chris Moreno       |
| 2015 | Point Break                  | Johnny Utah (ung)  |
| 2017 | The Babysitter               | Cole Johnson       |
| 2018 | Summer of 84                 | Tommy "Eats" Eaton |
| 2018 | The Christmas Chronicles     | Teddy Pierce       |
| 2019 | I See You                    | Connor Harper      |
| 2020 | The Babysitter: Killer Queen | Cole Johnson       |
| 2020 | The Christmas Chronicles 2   | Teddy Pierce       |
| 2023 | Suitable Flesh               | Asa Waite          |

### TV
| År   | Titel      | Roll       | Noter     |
| ---- | ---------- | ---------- | --------- |
| 2015 | CSI: Cyber | Denny Metz | 1 avsnitt |